# Stalin González
Iván Stalin González Montaño (Caracas, Venezuela, 13 de noviembre de 1980) es un abogado y político venezolano. El 26 de septiembre de 2010 fue electo como diputado de la Asamblea Nacional por el circuito 5 de Caracas, ejerció la presidencia de la Comisión Permanente de Administración y Servicios durante el período legislativo de 2016 y en 2017 fue elegido como jefe de la fracción opositora de la MUD. Para 2019 es designado segundo vicepresidente del parlamento, período que concluyó en 2020. Finalizó su periodo como parlamentario el 5 de enero de 2021.

## Infancia
Stalin creció en Catia, en la parroquia 23 de Enero, hasta que su familia se mudó a La Candelaria. Sus padres fueron obreros, dirigentes sindicales y vinculados a movimientos populares de izquierda. Durante sus años en el Liceo Leopoldo Aguerrevere, promovió la fundación de la Coordinadora Regional de Estudiantes de Educación Media y lideró luchas por el pasaje estudiantil.

## Carrera
Como estudiante de derecho en la Universidad Central de Venezuela, González formó parte del movimiento estudiantil. Como presidente de la Federación de Centros Universitarios promovió la manifestación Acostados por la vida en 2006 como protestas a la inseguridad del país, la cual tuvo impacto en la opinión pública nacional e internacional. En 2007, después del cierre de RCTV, Stalin tuvo un rol protagónico en las protestas y en la jornada política de la reforma constitucional. A mediados del mismo, Stalin contrae matrimonio con Patricia, quien lo ha acompañado desde 2004. Dos años más tarde nace su hija Sophia como fruto de esta relación.
Stalin encabezó la lista de la Mesa de la Unidad Democrática en Caracas en las elecciones parlamentarias del 26 de septiembre de 2010 y fue elegido como el diputado con más votos; el 6 de diciembre fue reelecto por el circuito 5 de Caracas. Impulsó la reforma de la Ley del Poder Popular que afecta a las Juntas Parroquiales de Caracas y participó en la redacción del reglamento de la Ley de Medios Alternativos y Comunitarios. Durante el 2012, siendo miembro activo de la Comisión de Política Interior, González participó en diversas investigaciones, discusiones públicas y debates. En 2013 ejerció como subjefe de la fracción parlamentaria de su partido Un Nuevo Tiempo e iniciando el 2014 fue nombrado jefe de la misma.
Durante el período legislativo del año 2016 ejerció la presidencia de la Comisión Permanente de Administración y Servicios, y en el período de 2017 fue elegido como jefe de la fracción opositora de la MUD. Fue designado como Segundo Vicepresidente de la Asamblea Nacional, cargo que empezó a ejercer el 5 de enero de 2019.
Polémica
En 2019 siendo diputado de la asamblea nacional, se vio afectado porque fue a Washington para asuntos políticos y asistió a un juego de Beisbol MLB en la zona VIP y por casualidad una cámara de televisión lo enfocó la cual tuvo como resultado una polémica en el país donde muchos ciudadadanos de Venezuela se preguntaron como un diputado que no percibía sueldo alguno debido a la aplicación de desacato por el Tribunal Supremo de Justicia tuviera dinero para asistir a la zona VIP que costaba 201$ cuando el sueldo mínimo oficial de Venezuela en ese año era 4.54$. El diputado debido a la polémica se defendió diciendo que dichas entradas fueron otorgadas por un amigo, no dando detalles fehaciente alguno. Cabe acotar que el sueldo oficial de un diputado era de 25$ a esa fecha..

## Negociaciones
Luego de confirmar negociaciones junto al dirigente Henrique Capriles con el gobierno de Nicolás Maduro por medio del canciller turco Mevlüt Çavuşoğlu, para exigir la libertad de los denominados presos políticos e indultos para los exiliados, González envió una carta solicitando su liberación partidista de Un Nuevo Tiempo, debido a su posición sobre las elecciones parlamentarias del 6 de diciembre. El resto de la oposición se desmarcó de las negociaciones con el gobierno.